# Aurice
Aurice é uma comuna francesa na região administrativa da Nova Aquitânia, no departamento Landes. Estende-se por uma área de 17,43 km². Em 2010 a comuna tinha 637 habitantes (densidade: 36,5 hab./km²).